# Tjekantjevo
Tjekantjevo (bulgariska: Чеканчево) är ett distrikt i Bulgarien.   Det ligger i kommunen Obsjtina Gorna Malina och regionen Sofijska oblast, i den västra delen av landet, 40 km öster om huvudstaden Sofia.
I omgivningarna runt Tjekantjevo växer i huvudsak lövfällande lövskog. Runt Tjekantjevo är det ganska glesbefolkat, med 30 invånare per kvadratkilometer.